# Jakobskissen

Jakob schläft auf dem Stein (Detail eines Gemäldes von José de Ribera von 1639, Prado, Madrid)

Als Jakobskissen wird der Stein bezeichnet, auf dem der Kopf des Stammvaters Jakob ruhte, als er auf der Flucht vor seinem Zwillingsbruder Esau nach Harran nächtigte. Dort träumte er von der Jakobsleiter und Gott gab ihm im Traum das Versprechen, seine Nachkommen zahlreich und das Land ihm zu eigen zu machen. Die entsprechende Bibelstelle lautet:
Jakob zog aus Beerscheba weg und ging nach Haran. Er kam an einen bestimmten Ort, wo er übernachtete, denn die Sonne war untergegangen. Er nahm einen von den Steinen dieses Ortes, legte ihn unter seinen Kopf und schlief dort ein. Da hatte er einen Traum: Er sah eine Treppe, die auf der Erde stand und bis zum Himmel reichte. Auf ihr stiegen Engel Gottes auf und nieder. Und siehe, der Herr stand oben und sprach: Ich bin der Herr, der Gott deines Vaters Abraham und der Gott Isaaks. Das Land, auf dem du liegst, will ich dir und deinen Nachkommen geben. Deine Nachkommen werden zahlreich sein wie der Staub auf der Erde. Du wirst dich unaufhaltsam ausbreiten nach Westen und Osten, nach Norden und Süden und durch dich und deine Nachkommen werden alle Geschlechter der Erde Segen erlangen. Ich bin mit dir, ich behüte dich, wohin du auch gehst, und bringe dich zurück in dieses Land. Denn ich verlasse dich nicht, bis ich vollbringe, was ich dir versprochen habe. Jakob erwachte aus seinem Schlaf und sagte: Wirklich, der Herr ist an diesem Ort und ich wusste es nicht. Furcht überkam ihn und er sagte: Wie Ehrfurcht gebietend ist doch dieser Ort! Hier ist nichts anderes als das Haus Gottes und das Tor des Himmels. Jakob stand früh am Morgen auf, nahm den Stein, den er unter seinen Kopf gelegt hatte, stellte ihn als Steinmal auf und goss Öl darauf. Dann gab er dem Ort den Namen Bet-El (Gotteshaus). Früher hieß die Stadt Lus. Jakob machte das Gelübde: Wenn Gott mit mir ist und mich auf diesem Weg, den ich eingeschlagen habe, behütet, wenn er mir Brot zum Essen und Kleider zum Anziehen gibt, wenn ich wohlbehalten heimkehre in das Haus meines Vaters und der Herr sich mir als Gott erweist, dann soll der Stein, den ich als Steinmal aufgestellt habe, ein Gotteshaus werden und von allem, was du mir schenkst, will ich dir den zehnten Teil geben. (Gen 28,10 )
Entsprechend der Beschreibung handelt es sich bei dem Stein um einen Bätyl (das ist die griechische Entsprechung des semitischen Beth-El). Es handelt sich um meist konisch geformte Kultsteine, die häufig Löcher oder Kerbungen aufweisen. Manchmal bilden diese ein stilisiertes Gesicht (insbesondere die Bätyle der Nabatäer).
Das biblische Bet-El wird heute in der Nähe des palästinensischen Dorfes Baitin im Westjordanland lokalisiert.
Nach einer schottischen Legende ist der Stone of Destiny, auf dem die schottischen Könige gekrönt wurden und der lange Zeit ein Teil des Krönungsstuhls der Könige von England in der Westminster Abbey war, mit dem Jakobskissen identisch.
Das Jakobskissen erscheint auch zentral in Carl Amerys Roman Das Königsprojekt, in dem es darum geht, mit Hilfe einer von Leonardo da Vinci erfundenen Zeitmaschine in den Besitz des authentischen Jakobskissens zu gelangen, da der Stone of Destiny, auf dem der Tradition nach die legitimen britischen Könige gekrönt werden müssen, eine offenbare Fälschung sei, und so eine jakobitische Thronfolge zu legitimieren.